# بريح
بريح هي إحدى القرى اللبنانية من قرى قضاء الشوف في محافظة جبل لبنان.

## جغرافيتها
ترتفع عن سطح البحر من 840م عن سطح البحر وتقع بين مرتفعين. تبعد بريح 53 كلم عن بيروت  ويتم الوصول إليها عن طريقين:
- عبر الجبل: من بيروت ـ بحمدون ـ المديرج ـ نبع الصفا ـ بريح.
- عبر الشوف: من بيروت ـ الدامور ـ دير القمر ـ معاصر بيت الدين ـ بريح.

بريح قرية مختلطة مسيحية ـ درزية، تبلغ عائلاتها المسيحية 14 والدروز 12. الا أن معظم المسيحيين هجروا خلال الحرب الأهلية. يبلغ عدد السكّان المسجلين في بريح 1298 نسمة.
تكثر فيها الينابيع والمياه، مناخها معتدل صيفا وشتاءا. تكثر فيها الينابيع والمياه وأرضها خصبة لذا إنتاجها الزراعي جيد ومتنوع، وتزرع في أرضها جميع أنواع الخضر والبقول، أشجارها المثمرة كثيرة، وأهمها: التفاح، الزيتون، الإجاص والدراق.

## التسمية
يعود أصل اسم البلدة إلى الآرامية فقد يكون من «بيت ريحا» أي المكان ذا الرائحة العطرة، وقد يكون الاسم من «بيت رويحا» أي المكان الواسع والفسح.
معالمها

## معالمها
- كنيسة مار الياس: فيعود تاريخ بنائها إلى أيام حكم الأمير يوسف الشهابي (1788-1770) الذي وهب قطعة الأرض في المطيلة.يبلغ طولها 14 م، عرضها 10 أمتار، ارتفاعها 6 أمتار وتتسع لنحو 200 شخص.
- كنيسة مار جرجس: التي بوشر ببنائها العام 1954. يبلغ طولها 24 م، عرضها 14 م، ارتفاعها 12 م، وتتسع لنحو 1500 شخص. أقفلت 21 أب 1977 إثر مجزرة وقعت في قلب الكنيسة أثناء اقــامــة ذبيحة الاهية لذكرى الأربعين عن نفس الدكتور جورج شلهوب نجل رئيس بلدية بريح حسن شلهوب. وكان الطبيب الشاب العائد من فرنسا قد قُتل في سيارته على حاجز الجيش السوري في بلدة عاليه.[3]
- بيت الدروز أو «بيت الضيعة»: الــذي شيّد العام 1992 على أربعة عقارات تبلغ مساحتها نحو عشرة آلاف متر مربع، وهو العائق الرئيسي أمام عودة المسيحيين إلى بريح إذ أنه شيد على عقارات مختلف عليها.